# 旅少女
『旅少女』（たびしょうじょ）は、1996年に光文社から発売された写真集。撮影は荒木経惟。

## 概要
荒木は1992年から約3年間に渡りJRグループの「青春18きっぷ」の広告ポスターのために、それぞれの現場で撮影を行っていた。この時の撮影内容をまとめた、一作品としての写真集である。
撮影対象となっている人物は、全部で9人。ほとんどが当時新人に近い女性タレント、女優であった。以下、撮影対象である彼女たちについて「旅少女」と記述する。
第一話から第九話まで章分けされ、それぞれのタイトルには登場する旅少女の名前と、一文での紹介が記されている。
JRの各路線（主に地方交通線）を巡りつつ、荒木が同伴して撮影したそれぞれの旅少女および、その現場の風景などの写真で構成されている。モノクローム写真が主となっているが、一部カラー写真の内容も含まれている。さらに、実際に巡った鉄道の簡単な路線図、短い詩なども、それぞれの話中に記されている。
荒木が女性を撮った作品としては、彼独特とされるエロスの要素は極めて少ない。

## 登場人物
判明している人物について、当時の芸名を（ ）内に記述する。
- 第一話：純子
- 第二話：美歩（木内美歩）
- 第三話：由美恵（小林由美恵）
- 第四話：佐知子
- 第五話：薫（井出薫）
- 第六話：愛子（柳原愛子）
- 第七話：麻帆（高井麻帆）
- 第八話：有紀美（田中有紀美）
- 第九話：ひかり

## 刊記
- 撮影・著者：荒木経惟
- 発行：光文社
- 出版・製本：凸版印刷
- 初版：1996年12月10日（第一刷）
- 判型：A5
- ISBN 978-4334900618

なお、デジタローグより、同タイトルのCD-ROM写真集も発売されていた。